# Monit
Monit es una herramienta de software libre para monitorización de procesos en sistemas Unix y Linux. Con Monit, el estado del sistema puede ser visto directamente desde el intérprete de comandos, o vía su servidor web HTTP(S) nativo. Monit alcanzó su popularidad con Ruby on Rails y el servidor web Mongrel, debido a la necesidad que se tenía de contar con una herramienta que pudiese manejar los muchos procesos idénticos de Mongrel que se requieren para mantener escalable un sitio de Ruby on Rails, por lo que Monit fue en la práctica únicamente fue creado para cubrir las necesidades de la comunidad de Ruby on Rails. Muchos sitios de Rails populares han utilizado Monit, incluyendo Twitter y Scribd.